# Jože Dekleva
Jože Dekleva, slovenski pravnik in politik v zamejstvu, *  8. februar 1899, Bač pri Materiji, † 27. december 1969, Trst.

## Življenje in delo
Oče mu je bil čevljar Ivan, mati mu je bila Ana (rojena Šuman). Srednjo šolo je obiskoval od 1911 do 1920 ter vmes od 10. oktobra 1917 do 31. oktobra 1918 služil pri vojakih. Po maturi 1920 se je vpisal na ljubljansko Pravno fakulteto, tu diplomiral in 1925 doktoriral v Sieni. Že kot študent je sodeloval v mladinskem gibanju, kot odvetniški pripravnik, pri Borisu Furlanu v Trstu, se je oblikoval kot prosvetni delavec v levičarskih vrstah, bil predsednik Zveze mladinskih društev in soustanovitelj ilegalne narodnorevolucionarne organizacije. Leta 1928 ga je italijansko sodišče obsodilo na petletno konfinacijo. Po prestanem izgonu se je vrnil v Trst, nato emigriral v Ljubljano in tu deloval v Zvezi emigrantskih društev. Ob italijansku okupaciji 1941 je odšel v Zagreb, kjer ga je gestapo aretiral, izgnal v Niš, ter ga 1942 izročil italijanskim oblastem. Posebno fašistično sodišče ga je obsodilo na 12 let zapora, vendar so ga decembra 1943 izpustili. Po vrnitvi v Ljubljano je tu sodeloval z Osvobodilno fronto.
Po končani vojni se je 1946 vrnil v Trst in bil leta 1949 na listi Slovensko-italijanske ljudske stranke izvoljen v tržaški občinski svet. Na isti listi je bil ponovno izvoljen leta 1952. Kot občinski svetnik je zagovarjal pravice slovenske manjšine. V letih 1958−1961 je bil predsednik Slovenske kulturno-gospodarske zveze v Trstu, bil predsednik odbora za gradnjo kulturnega doma v Trstu in predsednik odbora za postavitev spomenika bazoviškim žrtvam.
V spominskem parku v Kozini so mu postavili doprsni kip.